# Associação Afegã de Voleibol
A Associação Afegã de Voleibol  (em inglês: Afghanistan Volleyball Association - AVA) é  uma organização fundada em 1980 que governa a pratica de voleibol no Afeganistão, sendo membro da Federação Internacional de Voleibol e da Confederação Asiática de Voleibol. A entidade é responsável por  organizar  os torneios de  voleibol masculino e feminino.
.

## Ligações Externas
- Site oficial